# Франклін (округ, Массачусетс)
Шаблон:StateAbbr_ 42°35′13″ пн. ш. 72°34′26″ зх. д. / 42.58707° пн. ш. 72.573944° зх. д.
Округ Франклін  (англ. Franklin County) — округ (графство) у штаті Массачусетс, США. Ідентифікатор округу 25011.

## Історія
Округ утворений 1811 року.

## Демографія
За даними перепису
2000 року
загальне населення округу становило 71535 осіб, зокрема міського населення було 32227, а сільського — 39308.
Серед мешканців округу чоловіків було 34627, а жінок — 36908. В окрузі було 29466 домогосподарств, 18415 родин, які мешкали в 31939 будинках.
Середній розмір родини становив 2,95.
Віковий розподіл населення поданий у таблиці:
| Стать    | До 15 років | 15-21 | 22-29 | 30-39 | 40-49 | 50-65 | 65-85 | Понад 85 |
| -------- | ----------- | ----- | ----- | ----- | ----- | ----- | ----- | -------- |
| Чоловіки | 6975        | 3412  | 3127  | 4839  | 6117  | 6091  | 3733  | 333      |
| Жінки    | 6618        | 3128  | 3104  | 5203  | 6706  | 6035  | 5062  | 1052     |

## Суміжні округи
- Віндем, Вермонт — північ
- Чешир, Нью-Гемпшир — північний схід
- Вустер — схід
- Гемпшир — південь
- Беркшир — захід

## Виноски
1. ↑  U.S. Decennial Census. United States Census Bureau. Архів оригіналу за 26 квітня 2015. Процитовано 16 вересня 2014.
2. ↑  Historical Census Browser. University of Virginia Library. Архів оригіналу за 11 серпня 2012. Процитовано 16 вересня 2014.
3. ↑  Population of Counties by Decennial Census: 1900 to 1990. United States Census Bureau. Процитовано 16 вересня 2014.
4. ↑  Census 2000 PHC-T-4. Ranking Tables for Counties: 1990 and 2000 (PDF). United States Census Bureau. Процитовано 16 вересня 2014.
5. ↑  State & County QuickFacts. United States Census Bureau. Архів оригіналу за 24 лютого 2016. Процитовано 26 серпня 2013. [Архівовано 2016-02-24 у Wayback Machine.](англ.) Наведено за англійською вікіпедією.
6. ↑  American FactFinder. Бюро перепису населення США. Архів оригіналу за 26 лютого 2012. Процитовано 31 січня 2008. [Архівовано 2008-05-21 у Wayback Machine.]

| США | Це незавершена стаття з географії США. Ви можете допомогти проєкту, виправивши або дописавши її. |